# Událost (teorie relativity)
V teorii relativity je událost (též prostoročasová nebo časoprostorová událost nebo také světobod) bodem časoprostoru, který odpovídá nějakému místu v prostoru a čase. Každá událost je určena třemi prostorovými souřadnicemi a časovou souřadnicí, popř. souřadnicí, která je úměrná času.
Každý bod prostoročasu představuje jednu událost.
Ve speciální teorii relativity jsou událostmi jednotlivé body Minkowskiho prostoročasu. Poloha události je tedy určena čtyřvektorem v kartézských souřadnicích: {\displaystyle x^{\mu }=(ct,x,y,z)}.
V obecné teorii relativity se jedná o body obecně zakřiveného prostoročasu.

## Druhy událostí
Dvě události, které mají v dané vztažné soustavě stejné časové souřadnice, např. {\displaystyle t_{1}=t_{2}}, ale rozdílné prostorové souřadnice, např. {\displaystyle \mathbf {r} _{1}\neq \mathbf {r} _{2}}, se označují v dané vztažné soustavě jako současné. Události současné v jedné vztažné soustavě se v jiné vztažné soustavě nemusí jevit jako současné. Říkáme, že současnost je relativní (tzv. relativita současnosti).
Dvě události, které mají v určité vztažné soustavě různé časové souřadnice, tzn. {\displaystyle t_{1}\neq t_{2}}, ale shodné prostorové souřadnice {\displaystyle \mathbf {r} _{1}=\mathbf {r} _{2}}, bývají označovány jako soumístné.
Množina událostí určujících dráhu tělesa v časoprostoru se označuje jako světočára.